# エレコーゼ
エレコーゼ（Erekosë）は、マイケル・ムアコックのファンタジー小説〈エターナル・チャンピオンシリーズ〉に登場する架空の人物で、エターナル・チャンピオンの中核となる人物である。
ムアコックのヒーローはその多くが、ひとりの包括的な英雄、すなわちエターナル・チャンピオン（永遠の戦士）の化身である。その中でも、サーガの1冊目のタイトルが『永遠のチャンピオン』であることからも分かるように、エレコーゼは代表的なキャラクターである。エレコーゼはチャンピオンの中でも特別な化身であり、前世のすべての記憶を覚えているが、その記憶によりしばしば深刻な苦悩に陥ることになる。
ムアコックがこのアイディアを思いついたのは1955年で、中編として発表したのが1962年。それを1970年に長編化したのが上記の第1巻である。
エレコーゼは最初、20世紀の地球のありふれた男性であるジョン・デイカー（John Daker）として登場した。しかしすぐに別の世界に行き、真の宿命に直面することを余儀なくされる。そしてエルミザード（Ermizhad）という妖精族の女性と恋に落ちるが、呪われた宿命により彼女と共に長い時間を過ごすことは許されない。
第2巻において、本人の意志に関わらず、氷に閉ざされた別の終末世界に召喚され、ウルリック・スカーソル（Urlik Skarsol）に化身せざるを得なかった。
完結編たる第3巻ではフラマディン王子（Prince Flamadin）となった。
エレコーゼを主人公としたシリーズは、以下のとおり：
1. 永遠のチャンピオン （The Eternal Champion、1970年）
2. 黒曜石のなかの不死鳥 （Phoenix in Obsidian または The Silver Warriors、1970年）
3. 剣のなかの竜 （The Dragon in the Sword、1987年）

日本ではハヤカワ文庫から出版されており、翻訳はいずれも井辻朱美（新版では第1巻と2巻が『黒曜石のなかの不死鳥』の題で合本になっている）。
アンコール的な短篇「最後の呼び声」（The Last Calll 1987年）は、アトリエサード「ナイトランド・クォータリー」誌vol.37に掲載（健部伸明訳）。
また第2巻と第3巻の間に、ハワード・Ｖ・チェイキンによる未訳のコミック『天国の刀剣、地獄の花々 The Swords of Heaven, the Flowers of Hell』がある（1979）。むろん原案はムアコック。スカーソルは再び異世界に呼ばれ、クレン＝ガルのクレン（Clen of Clen-Gar）となる。
その直接の続編が、エルリック・サーガの『この世の彼方の海』の「未来への旅」、およびドリアン・ホークムーンの第7巻『タネローンを求めて』である。エレコーゼの第2巻から（エレコーゼの第3巻に行かずに）分岐する物語で〈エターナル・チャンピオン〉の最初の完結編とされている。
『エルリック・サーガ』の『暁の女王マイシェラ』と『紅衣の公子コルム』の『剣の王』にも、エレコーゼは黒き戦士として登場し、ヴォアロディオン・ガニャディアックの塔を巡る戦いで共闘する。このエピソードの、エレコーゼ／ジョン・デイカーから見た時系列は、本文中でははっきり語られていない。
なお、ウルリック・スカーソルの世界の別の時代を舞台とする短編が２編ある。
1. 時を生きる種族（The Time Dweller、1964年）早川書房SFマガジン1977年1月号（鏡明訳）／創元SF文庫『時を生きる種族』（中村融訳）
2. 夕暮れからの脱出（The Escape from Evening、1965年）早川書房SFマガジン1993年5月号（中村融訳）